# Petr Forman (manažer)
Petr Forman (* 5. září 1964) je český podnikatel a manažer. Měl sice kontroverzní pověst, nicméně jej během zimy na přelomu let 1991 a 1992 na schůzce v liberecké restauraci „Radniční sklípek“ přemluvili Josef Petřík s Jiřím Štolem, aby spolu se svým známým Miroslavem Čejchanem majetkově vstoupili do fotbalového klubu FC Slovan Liberec, který se tehdy pohyboval na posledním místě Českomoravské fotbalové ligy (ČMFL). Forman do týmu vstoupil v lednu 1992 a stal se jeho prezidentem. Během podzimní části sezóny 1992/1993 přivedl na trenérskou pozici u mužstva Vlastimila Petrželu, jenž s týmem dokázal na konci sezóny postoupit do české nejvyšší soutěže. Pak se sice z vedení klubu stáhl, nicméně ten posléze v roce 2000 vyhrál český pohár a v letech 2002 a 2006 vyhrál i ligu.
Forman se stal předsedou oddílu FK Sokol Jindřichovice pod Smrkem, neboť v obci od svého mládí žije, byť se zde nenarodil. Uspořádal zde i několik utkání mezi výběrem Frýdlantska a hráči z ligového libereckého Slovanu, kteří utkání brali jako zpestření.